# Gaston Bachelard
Gastón Bachelard (Bar-sur-Aube, Champaña, 27 de junio de 1884-París, 16 de octubre de 1962) fue un filósofo, epistemólogo, poeta, físico, profesor y crítico literario francés. Autor interesado por la historia de la ciencia moderna o contemporánea, y al mismo tiempo por la imaginación literaria, a la que dedicó una atención paralela.

## Vida
Gaston Bachelard, hijo de artesanos, nació en Bar-sur-Aube, una localidad en la Champaña, donde será inhumado a su muerte en 1962. Entre 1895 y 1902 se dedicó a la enseñanza secundaria en su pueblo, Bar-sur-Aube. Inicialmente, en 1902-1903, Bachelard dio clases en el colegio Sézanne; pero enseguida entró en el servicio de Correos y Telégrafos, donde estuvo diez años, 1903-1913: primero en Remiremont, hasta 1905, y luego en París, con un año de interrupción para el servicio militar (que hizo como telegrafista en 1906-1907).
Se casó en 1914 con Jeanne Rossi, una joven profesora de su tierra. Al enviudar en 1920, se quedó solo con su hija Suzanne, que aparte de acompañarle, será su albacea. Participó en la Primera Guerra Mundial, pues fue movilizado de 1914 a 1919. Recibió por sus acciones la condecoración de la Cruz de guerra (1914-1918).
Como siguió estudiando por libre, entre 1919-1930 se dedicó a sus tareas como profesor en su población natal. De hecho, en 1920, se había licenciado ya en filosofía, y en 1922 logró ser agregado de filosofía, disciplina que enseñó por entonces en Bar-sur-Aube. También enseñaba ciencias físicas. En 1927 dio clases y cursos de Letras en Dijon.
El 23 de mayo de1927 logró doctorarse en la Sorbona, con directores de primera fila, como Abel Rey y Léon Brunschvicg. Entre 1930 y 1940 fue profesor de filosofía, en la Facultad de Letras de Dijon, y culminó su carrera entre 1940 y 1954 siendo profesor en la Sorbona, donde enseñó historia y filosofía de las ciencias, como sucesor de Abel Rey. Además fue director del Instituto de Historia de Ciencias y Técnicas.
Estuvo un curso más, 1954-1955, como profesor honorario en la Sorbona.
Honores:
- 1951: Le nombran oficial de la Legión de Honor francesa.
- 1955: Miembro de la l'Académie des sciences morales et politiques.
- 1960: Comendador de la Legión de Honor.
- 1961: Gran Premio nacional de las Letras.

## Pensamiento científico
En sus obras El nuevo espíritu científico (1934) y La formación del espíritu científico (1938) expuso sus ideas sobre la Filosofía de la ciencia. Su obra más importante en este terreno fue El materialismo racional (1953). Su planteamiento supuso una superación del debate empirismo/racionalismo, que combate a cada uno de ellos por separado, igual que hizo en El nuevo espíritu científico.
Para Bachelard el materialismo racional se halla en el centro de un espectro epistemológico cuyos extremos son el idealismo y el materialismo. Su crítica al inductivismo y al empirismo se trasluce en su idea de que el hecho científico se construye a la luz siempre de una problemática teórica, y lucha contra las ilusiones del conocimiento inmediato, como dice en su «philosophie du non», y se prosigue con un racionalismo aplicado («rationalisme appliqué») o de un materialismo racional («matérialisme rationnel»), que supere la oposición entre empirismo y racionalismo, para estudiar cómo se produce cada reorganización, cada renovación. Para Georges Canguilhem, su ejercicio "se trata de un compromiso de la razón contra esa forma de racionalismo, especie de superstición científica, expresión beata de un primer éxito de racionalización". Se trata de estudiar las reconstituciones científicas.
El acceso al conocimiento como la historia de las ciencias está marcado por un corte («coupure épistémologique»), que separa lo precientífico de lo científico; lo cual implica una verdadera ruptura epistemológica («rupture épistémologique»). Bachelard consideraba que la ciencia progresaba a través de la superación de obstáculos epistemológicos («obstacles épistémologiques»), pues todo conocimiento, solía resaltar, es aproximado. En este sentido, se conoce "en contra del conocimiento anterior, destruyendo conocimientos mal adquiridos o superando aquello que, en el espíritu mismo, obstaculiza la espiritualización". Algunos de los obstáculos que deberá superar la ciencia son, entre otros, la opinión y la observación básica, que deben sustituirse por el ejercicio de la razón y por la simultánea experimentación.
Según Bachelard, la ciencia no puede producir verdad. Lo que debe hacer es buscar mejores maneras de preguntar a través de rectificaciones. Él usa para ejemplificar el caso una metáfora: "El conocimiento de lo real es una luz que siempre proyecta alguna sombra". Cada superación de algún obstáculo epistemológico conlleva necesariamente otro obstáculo más complejo. “Poseo el mundo tanto más cuanta mayor habilidad tenga para miniaturizarlo. Pero de paso hay que comprender que en la miniatura los valores se condensan y se enriquecen. No basta una dialéctica platónica de lo grande y de lo pequeño para conocer las virtudes dinámicas de la miniatura. Hay que rebasar la lógica para vivir lo grande que existe dentro de lo pequeño”. Decía el filósofo, por ejemplo, que "en la antigüedad, la llama de una vela hacía pensar a los sabios".

## Imaginación poética
En la parte crítico-literaria de su obra —muy importante y vasta—, Bachelard se consagró a profundizar sobre el problema de la imaginación poética.
Sus estudios sobre psicología de los elementos, el agua, el aire, la tierra, en sus relaciones con la literatura son hoy clásicos: Psicoanálisis del fuego (1938), El agua y los sueños (1942), El aire y los sueños (1943), La tierra y la ensoñación de la voluntad (1948). En estas obras se refleja cierta influencia de Jung, pero asimismo de Marie Bonaparte y el surrealismo. Ciertas afirmaciones suyas, como que "basta que hablemos de un objeto para creernos objetivos", pone en conexión esas otras preocupaciones con las epistemológicas.
Todos sus últimos libros, desde 1938, muestran una búsqueda más poética, acaso culminada con La poética del espacio (1957), que usan los arquitectos, y La poética de la ensoñación (1960).
El influjo de Bachelard ha sido evidente en pensadores posteriores que han abordado la misma temática, como Gilbert Durand o James Hillman, también lo leyeron Barthes o Starobinski. Otras figuras de talla han reconocido su valía, como Georges Canguilhem y Michel Foucault en el terreno epistemológico.

## Obras
- Essai sur la connaissance approchée (1927), nueva. ed. Vrin, 1987
- Étude sur l'évolution d'un problème de physique. La propagation thermique dans les solides (1928)
- La Valeur inductive de la Relativité (1929). Tr.: El valor de inducción de la Relatividad
- Le Pluralisme cohérent de la chimie moderne (1932). Tr.: El pluralismo coherente de la química moderna
- L'Intuition de l'instant: Étude sur la Siloë de Gaston Roupnel. (1932).  Tr.: La intuición del instante, Buenos Aires, Siglo Veinte, 1973.
- Les Intuitions atomistiques (Essai de classification) (1933)
- Le Nouvel Esprit scientifique (1934).  Tr.: El nuevo espíritu científico
- L'Expérience de l'espace dans la physique contemporaine (1937)
- La Formation de l'esprit scientifique: contribution à une psychanalyse de la connaissance objective (1938).  Tr.: La formación del espíritu científico: contribución a un psicoanálisis del conocimiento objetivo, Planeta, 1985.
- La Psychanalyse du feu (1938). Tr.: Psicoanálisis del fuego, Alianza, 1966
- Lautréamont (1939). Trad.: Lautréamont.
- La Philosophie du "non": essai d'une philosophie du nouvel esprit scientifique. (1940). Tr.: La filosofía del 'no': ensayo de una filosofía del nuevo espíritu científico, Amorrortu, 2003.
- L'Eau et les rêves: essai sur l'imagination de la matière. (1942). Tr.: El agua y los sueños: ensayo sobre la imaginación de la materia, México, FCE, 1994.
- L'Air et les songes: essai sur l'imagination du mouvement (1943). Tr.:El aire y los sueños: ensayo sobre la imaginación del movimiento, FCE, 2003. ISBN 978-84-375-0562-6
- La Terre et les rêveries du repos: essai sur les images de l'intimité (1946). Tr.: La tierra y las ensoñaciones del reposo
- La Terre et les rêveries de la volonté: essai sur l'imagination des forces. (1948). Trad.: La tierra y los ensueños de la voluntad, FCE, 1994.
- Le Rationalisme appliqué (1949).  Tr.: El racionalismo aplicado, Paidós, 1978
- La Dialectique de la durée (1950). Tr.: La dialéctica de la duración, Villalar, 1978
- Le Matérialisme rationnel (1953). Tr.: El materialismo racional
- La Poétique de l'espace (1957). Tr.: La poética del espacio, FCE, 2000 ISBN 978-84-375-0368-4
- La Poétique de la rêverie (1960). Tr.: La poética de la ensoñación
- La Flamme d'une chandelle (1961). Tr.: La llama de una vela, Laia, 1989. ISBN 978-84-7668-265-4
- Le droit de songer (1970), compilado póstumamente; tr: El derecho de soñar, FCE, 1997. ISBN 978-84-375-0433-9
- Études (1970) («Noumène et microphysique», «La Critique du concept de frontière épistémologique», «Idéalisme discursif», «Lumière et substance» et «Le monde comme caprice et miniature»). ISBN 2-7116-0046-7. Trad.: Estudios, Buenos Aires, Amorrortu 2004.
- L'engagement rationaliste (1972). Tr.: El compromiso racionalista, Siglo XXI, 1973
- L'Activité rationaliste de la physique contemporaine
- Fragments d'une poétique du feu, póstumo, editó Suzanne Bachelard, PUF, 1988 ISBN 2-13-041454-0
- Paysages. Notes d'un philosophes pour un graveur. (Étude pour quinze burins d'Albert Flocon).
- Fragments pour une poétique du feu, Fragmentos de una poética del fuego (1988), compilado póstumamente.
- Epistemología, Anagrama, 1989, selección de textos por Dominique Lecourt.